# Karlsson Varuhus

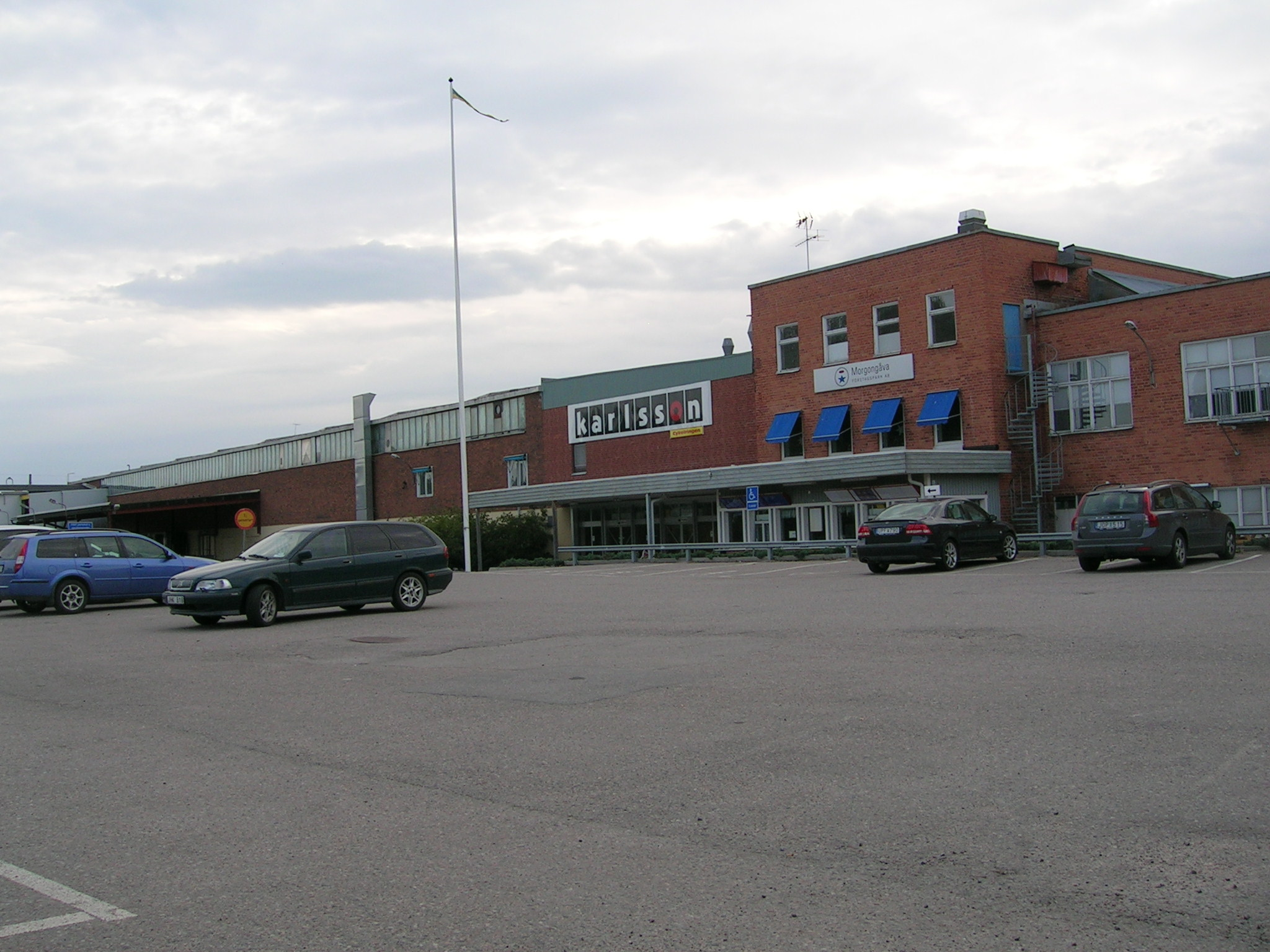
Karlssons varuhus i Morgongåva 2011.

Karlsson Varuhus Sverige AB, även kallat Karlsson, var en svensk varuhuskedja grundad år 2000 av Göran Karlsson, som tidigare grundat varuhuset Gekås i Ullared. Företaget försattes i konkurs den 23 september 2019.

## Historia
Till en början bestod verksamheten av tillfälliga partier som Göran Karlsson sålde på sin e-handel. Göran Karlsson, också kallad "Mr. Ullared", ansåg det viktigt för kunderna att veta vem som låg bakom verksamheten och namngav därför kedjan Ullared2.se, men Gekås hävdade att de hade rätt till namnet Ullared, och Marknadsdomstolen gav Gekås rätt. Efter domen doldes "Ullared" och kvar blev bara en svart ruta följt av "2.se". Kedjan bytte sedan namn till "Karlsson från Ullared" som blev Karlsson. 
Det första varuhuset låg i Veddige och bildades utifrån Ullared2.se och Verktygsboden.
Efter flera år med minskat antal varuhus och en rekonstruktion gick företaget i konkurs 23 september 2019.

## Varuhusen i Sverige
(avser läget vid konkursen september 2019)
- Bollnäs
- Högsby
- Morgongåva
- Strängnäs